# Владимир Зографски (игумен)
Вижте пояснителната страница за други личности с името Владимир Зографски.
Владимир Зографски е български духовник, архимандрит, дългогодишен игумен на българския светогорски Зографски манастир.

## Биография
Роден е през 1877 година в костурското българско село Тиолища (тогава в Османската империя, днес в Гърция). Светското му име е Васил Бъчваров. Става послушник (1898) и монах (1900) в Зографския манастир. Ръкоположен за йеромонах, Владимир е изпратен в подчинения на Зограф бесарабски Каприянски манастир. През 1917 г. поради Първата световна война се завръща на Света гора заедно с останалите киприански монаси.
От 1921 до 1924 и от 1929 до 1947 г. Владимир е игумен на Зограф. През ноември 1945 г. е осъден в Солун на една година затвор по обвинение, че сътрудничил с немските окупатори на Гърция по време на Втората световна война. Има големи заслуги за запазването на Зографския манастир като български и за поддържане на неговото благосъстояние.